# Kostel svatého Bartoloměje (Býchory)
Kostel svatého Bartoloměje v Býchorech je jednolodní stavba pocházející z roku 1854.
Je chráněn jako kulturní památka České republiky.

## Historie
První zmínka o původně snad románském kostele v Býchorech pochází z roku 1359, kdy byl farním kostelem. Nynější stavba pochází z roku 1854. Z původní stavby se dochoval jen obdélníkový vchod z kněžiště do sakristie.